# جوردان غاريت
جوردان غاريت (بالإنجليزية: Jordan Garrett)‏ هو ممثل أمريكي، ولد في 17 ديسمبر 1992 بلوس أنجلوس في الولايات المتحدة.

## وصلات خارجية
- جوردان غاريت على موقع IMDb (الإنجليزية)
- جوردان غاريت على موقع قاعدة بيانات الفيلم (الإنجليزية)